# حكم العدالة (مسلسل إذاعي)
حكم العدالة هو مسلسل إذاعي، قدّمته إذاعة دمشق منذ تأسيسها عام 1947. حقق متابعة عالية ما سمح باستمرار بث حلقاته الأسبوعية لأكثر من 4 عقود.
يحمل المسلسل الإذاعي طابعاً بوليسياً من خلال مشاهد تمثيلية درامية تستمد أحداثها من ملفات القضاء السوري والعالمي، وتتوجه إلى جميع شرائح المجتمع بفضل أسلوب الطرح السهل والبسيط الذي يتناسب مع مستمعي الإذاعة من مختلف الأجناس والأعمار، ويحاول التأثير عليهم من خلال القيم والرسائل التوعوية التي يتضمنها، لأجل التحذير من خطورة ارتكاب الجنايات وتبعاتها، وإطلاعهم على الزوايا المختلفة لكل قضية.
انطلق حكم العدالة عام 1977 من دائرة التمثيليات في إذاعة دمشق، وهو من إخراج أحمد عنقا، وشارك في حلقاته العديد من الممثلين السوريين، خاصة من فناني الجيل الأول، من أمثال هالة حسني، ياسر العظمة، طلحت حمدي، صالح الحايك، سليم كلاس، رفيق سبيعي، فاديا خطاب، وغيرهم.
توفي مؤلف المسلسل المحامي هائل منيب اليوسفي عام 2012 عن عمر 77 عاماً، وهو من مواليد حلب عام 1935، لكنه عاش جل حياته في دمشق، حيث عمل فيها محاميا وقضى عشرات السنوات يكتب حلقات المسلسل التي وصل عددها إلى حوالي 5 آلاف حلقة.
حصل المسلسل على عدد كبير من الجوائز الذهبية، ففي مهرجان القاهرة عام 1996 حصد 3 جوائز ذهبية تسلمها الممثل علي عبد الكريم، والمفارقة أن الحلقة التي نال عليها الجوائز كانت حلقة مرفوضة من قبل الرقابة.